# Padunia alpina
Padunia alpina är en nattsländeart som beskrevs av Kagaya och Nozaki 1998. Padunia alpina ingår i släktet Padunia och familjen stenhusnattsländor. Inga underarter finns listade i Catalogue of Life.